# Hilimbowo Kare
Hilimbowo Kare is een bestuurslaag in het regentschap Nias Utara van de provincie Noord-Sumatra, Indonesië. Hilimbowo Kare telt 1629 inwoners (volkstelling 2010).